# Neoathyreus biceps
Neoathyreus biceps is een keversoort uit de familie cognackevers (Bolboceratidae). De wetenschappelijke naam van de soort werd in 1909 gepubliceerd door Carl Felsche.